# سئمت 2023
سئمت 2023 أو كان لدي ما يكفي 2023 (بالبولندية: Mam Dość 2023) هو حزب سياسي ليبرالي في بولندا، أسسته زوجة رئيس حزب العدالة والقانون البولندي أوكاز شريبر وهي ماريانا شرايبر في 11 مايو 2022 قبل الانتخابات البرلمانية لعام 2023.